# Ступніва
Ступніва — річка в Україні, у Броварському й Прилуцькому районах Київської й Чернігівської області. Права притока Переводу (басейн Дніпра).

## Опис
Довжина річки приблизно 7 км. На деяких ділянках пересихає. Гирло проходить у заболоченій місцині.

## Розташування
Бере початок у селі Аркадіївка. Тече переважно на північний схід і на східній стороні від Середівки впадає в річку Перевід, праву притоку Удаю.